# Liste der Auslandsvertretungen Guatemalas

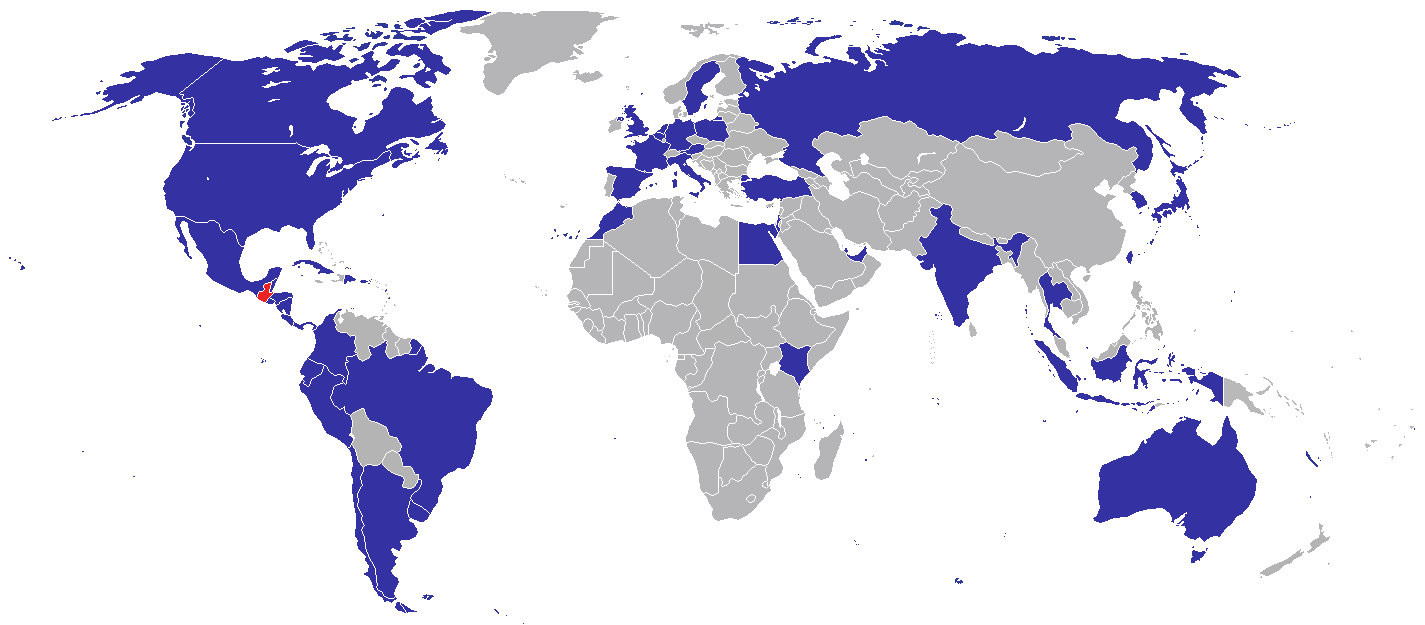
Standorte der diplomatischen Vertretungen Guatemalas

Dies ist eine Liste der diplomatischen und konsularischen Vertretungen Guatemalas.

## Diplomatische und konsularische Vertretungen

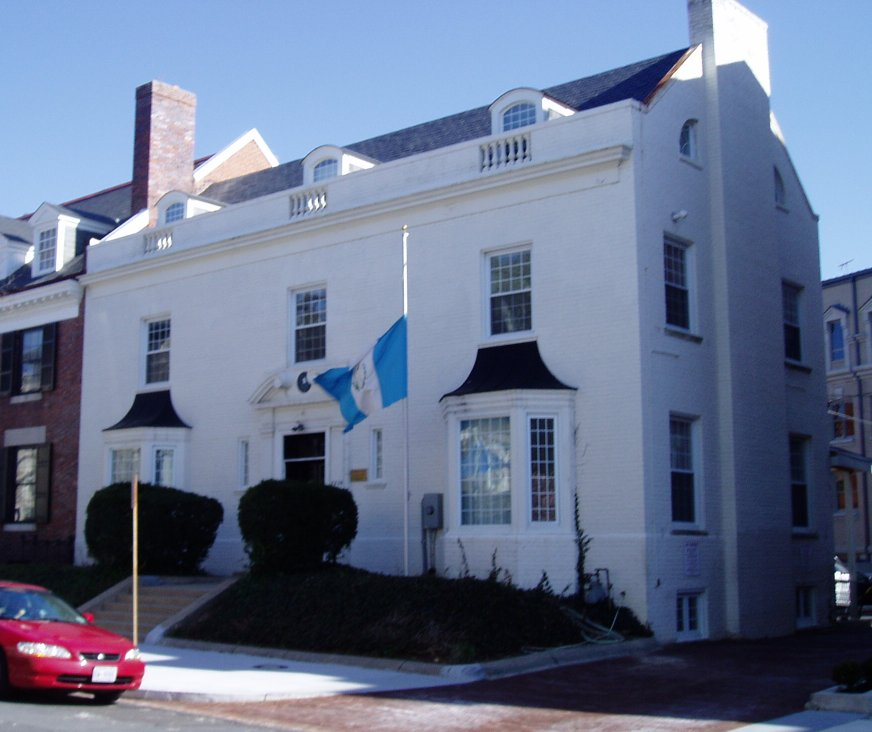
Guatemaltekische Botschaft in Washington, D.C.

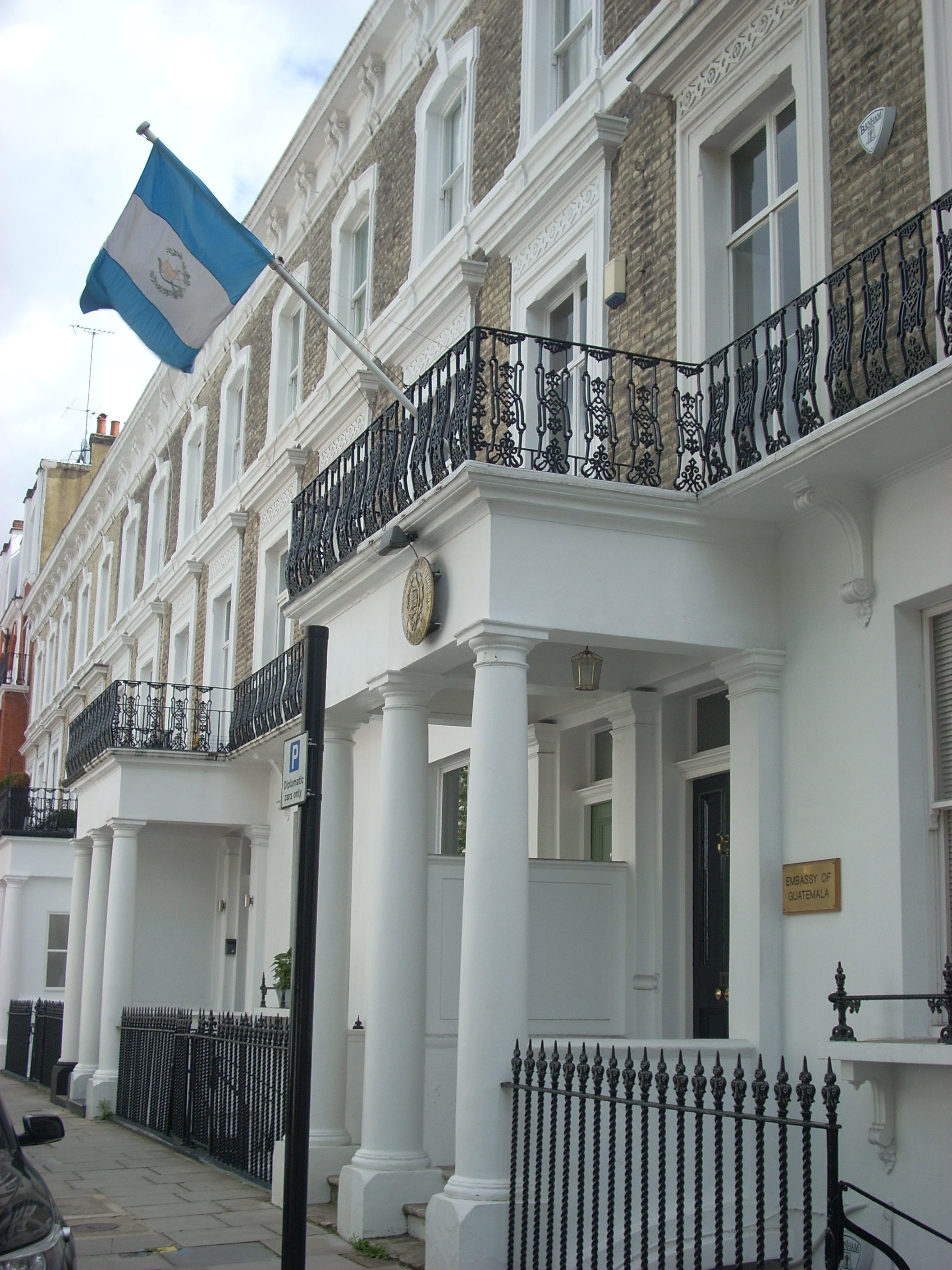
Guatemaltekische Botschaft in London

### Afrika
- Ägypten: Kairo, Botschaft
- Marokko: Rabat, Botschaft

### Asien
| - Indien: Neu-Delhi, Botschaft - Israel: Tel Aviv, Botschaft - Japan: Tokyo, Botschaft | - Südkorea: Seoul, Botschaft - Taiwan: Taipei, Botschaft - Thailand: Bangkok, Botschaft |

### Australien und Ozeanien
- Australien: Canberra, Botschaft

### Europa
| - Belgien: Brüssel, Botschaft - Deutschland: Berlin, Botschaft - Frankreich: Paris, Botschaft - Italien: Rom, Botschaft - Niederlande: Den Haag, Botschaft - Norwegen: Oslo, Botschaft - Österreich: Wien, Botschaft | - Russland: Moskau, Botschaft - Schweden: Stockholm, Botschaft - Schweiz: Bern, Botschaft - Spanien: Madrid, Botschaft - Türkei: Ankara, Botschaft - Vereinigtes Königreich: London, Botschaft |

### Nordamerika
| - Belize: Belmopan, Botschaft - Belize: Benque Viejo del Carmen, Generalkonsulat - Costa Rica: San José, Botschaft - Dominikanische Republik: Santo Domingo, Botschaft - El Salvador: San Salvador, Botschaft - Honduras: Tegucigalpa, Botschaft - Honduras: San Pedro Sula, Konsulat - Kanada: Ottawa, Botschaft - Kanada: Montreal, Generalkonsulat - Kuba: Havanna, Botschaft - Mexiko: Mexiko-Stadt, Botschaft - Mexiko: Monterrey, Generalkonsulat - Mexiko: Oaxaca de Juárez, Generalkonsulat - Mexiko: Tenosique, Generalkonsulat - Mexiko: Tijuana, Generalkonsulat - Mexiko: Tuxtla Gutiérrez, Generalkonsulat - Mexiko: Veracruz, Generalkonsulat - Mexiko: Ciudad Hidalgo, Konsulat - Mexiko: Comitán de Domínguez, Konsulat - Mexiko: Tapachula, Konsulat - Mexiko: Acayucan, Büro | - Mexiko: Arriaga, Büro - Nicaragua: Managua, Botschaft - Panama: Panama-Stadt, Botschaft - Trinidad und Tobago: Port of Spain, Botschaft - Vereinigte Staaten: Washington, D.C., Botschaft - Vereinigte Staaten: Atlanta, Generalkonsulat - Vereinigte Staaten: Chicago, Generalkonsulat - Vereinigte Staaten: Denver, Generalkonsulat - Vereinigte Staaten: Houston, Generalkonsulat - Vereinigte Staaten: Los Angeles, Generalkonsulat - Vereinigte Staaten: Miami, Generalkonsulat - Vereinigte Staaten: New York, Generalkonsulat - Vereinigte Staaten: Phoenix, Generalkonsulat - Vereinigte Staaten: Providence, Generalkonsulat - Vereinigte Staaten: San Francisco, Generalkonsulat - Vereinigte Staaten: Silver Spring, Generalkonsulat - Vereinigte Staaten: Del Rio, Konsulat - Vereinigte Staaten: Lake Worth, Konsulat - Vereinigte Staaten: McAllen, Konsulat - Vereinigte Staaten: San Bernardino, Konsulat - Vereinigte Staaten: Tucson, Konsulat |

### Südamerika
| - Argentinien: Buenos Aires, Botschaft - Brasilien: Brasília, Botschaft - Chile: Santiago de Chile, Botschaft - Ecuador: Quito, Botschaft | - Kolumbien: Bogotá, Botschaft - Peru: Lima, Botschaft - Uruguay: Montevideo, Botschaft - Venezuela: Caracas, Botschaft |

## Vertretungen bei internationalen Organisationen
- Vereinte Nationen: New York, Ständige Mission
- Vereinte Nationen: Genf, Ständige Mission
- OAS: Washington, D.C., Ständige Mission
- Europäische Union: Brüssel, Mission
- UNESCO: Paris, Ständige Vertretung
- FAO: Rom, Ständige Mission
- Heiliger Stuhl: Vatikanstadt, Botschaft